# 穀梁姓
穀梁姓是漢字複姓之一，在明朝《百家姓续编》中排第457位，在现代是极罕见的姓氏。

## 起源
穀梁姓有兩種來源：
1. 是以職業為姓氏。春秋時魯國有穀粱氏，梁也作粱，是以穀種為姓氏。
2. 以地名為姓氏。春秋五傳中《穀梁傳》的作者是孔子弟子子夏的傳人穀梁赤，他是以居住地穀梁為氏，世稱穀梁赤。

## 郡望
- 下邳郡：東漢永平十五年改臨淮郡為下邳國，南朝宋時改為郡。今為江蘇西北部一帶。

## 延伸阅读
[在维基数据编辑]
 《百家姓》
 《欽定古今圖書集成·明倫彙編·氏族典·穀梁姓部》，出自陈梦雷《古今圖書集成》